# Ципзерские немцы
Ципзерские немцы (нем. Zipser, рум. Ţipţeri, венг. Cipszer) — германоязычная этническая группа на севере Румынии в Марамуреше.
Название «ципзерские» применяется для иммигрантов, которые изначально пришли из Шепеша (ранее Королевство Венгрия, теперь Спиш в Словакии). Сегодня в Румынии они по-прежнему составляют основную часть иммигрантов, которые говорят на немецком. Большинство из них традиционно были заняты в лесном хозяйстве. Сюжеты их народных сказок обычно связаны с духами, которые обитают в лесах.
Ципзерские и другие германоязычные группы в Румынии в настоящее время представлены Демократическим форумом немцев в Румынии.